# 23 passi dal delitto
23 passi dal delitto (23 Paces to Baker Street) è un film giallo statunitense del 1956 diretto da Henry Hathaway, tratto dal romanzo di Philip MacDonald Mandato di cattura.
Nonostante il titolo originale faccia riferimento a Baker Street, il film non presenta nessun collegamento con le storie di Sherlock Holmes.

## Trama
Phil Hannon, scrittore statunitense diventato cieco, si trova a Londra per assistere a un suo lavoro teatrale e per fuggire dalla fidanzata, che non vuole più legare a sé dopo la perdita della vista.
In un bar percepisce per caso una conversazione tra un uomo, chiamato Evans, e una donna, da cui desume che si stia tramando il rapimento di un minore. Grazie all'acuita sensibilità degli altri sensi, riesce a memorizzare e registrare il colloquio, durante il quale ha avvertito un particolare profumo femminile, e si rivolge quindi alla polizia, che però non prende sul serio i suoi timori. Inizia perciò a indagare per conto proprio con l'aiuto della fidanzata, alla quale nel frattempo si riavvicina, e del fedele maggiordomo, rischiando anche la vita.
In seguito avrà luogo il rapimento di una ragazza paralitica, ma grazie al contributo decisivo dello scrittore i colpevoli verranno smascherati e l'ostaggio liberato.

## Critica
Il Morandini commenta: «Giallo intricato e interessante sullo sfondo di una Londra notturna e nebbiosa ben fotografata. Rintracciabile in cassetta, ma in bianconero».